# Phrynopus oblivius
Phrynopus oblivius är en groddjursart som beskrevs av Lehr 2007. Phrynopus oblivius ingår i släktet Phrynopus och familjen Strabomantidae. IUCN kategoriserar arten globalt som otillräckligt studerad. Inga underarter finns listade i Catalogue of Life.